# Hotel Carlton w Sopocie
Hotel Carlton – hotel w Sopocie, który funkcjonował do końca II wojny światowej, w pewnym okresie w dwóch budynkach przy ówczesnej Parkstrasse 25 i 27 (późniejsza ul. Parkowa). 

## Historia
Maria Böttcher w 1897 wybudowała willę Victoria przy Parkstrasse 27. Około 1909 rodzina wybudowała obok drugi dom (przy Parkstrasse 25), na który przeniesiono nazwę Villa Victoria. W 1914 pani Gąbczewska w domu pod numerem 27 otworzyła pensjonat Villa Böttcher. W 1919 kolejny właściciel obu willi – znany hotelarz z Gdańska, właściciel hotelu Deutsches Haus Andreas J. Barsoe otworzył obiekt hotelowy o nazwie Carlton Hotel. W 1925 budynki zostały przebudowane, a na tyłach posesji założono Ogród Holenderski wraz z muszlą koncertową, kawiarnią oraz parkietem do tańca. W wyniku trudności finansowych, spowodowanych światowym kryzysem finansowym, willa nr 25 stała się czynszowym domem mieszkalnym, a usługi hotelowe ograniczono do willi nr 27, zaś formalnym właścicielem został Danziger Hypotheken Bank A.G. Barsoe prowadził hotel do okresu drugiej wojny światowej. W tym czasie funkcję właścicielską sprawował Landesbank und Girozentrale Danzig-Westpreußen. 
Po II wojnie światowej dawny hotel adaptowano na dom mieszkalny.